# Nico Pyka
Nico Pyka (* 22. Juli 1977 in Ost-Berlin) ist ein ehemaliger deutscher Eishockeyspieler, der unter anderem für die Eisbären Berlin, Adler Mannheim und Iserlohn Roosters in der Deutschen Eishockey Liga aktiv war.

## Karriere

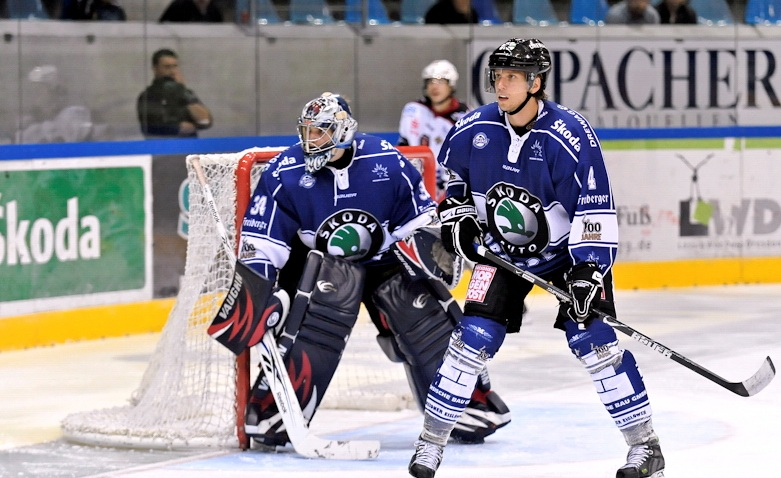
Nico Pyka im Trikot der Dresdner Eislöwen

1994 debütierte Nico Pyka im DEL-Team seines Heimatclubs, der Eisbären Berlin. Doch seine Einsatzzeiten bei den Hohenschönhausenern wurden in den folgenden drei Jahren immer kürzer, so dass er sich 1997 für einen Wechsel nach Nordamerika und einen Fördervertrag mit den Eisbären entschied. In der ersten Spielzeit spielte er in der Manitoba Junior Hockey League für die Winkler Flyers. 1998 versuchte er, einen Vertrag bei den Dayton Bombers aus der East Coast Hockey League zu bekommen, scheiterte aber. Schließlich entschied er sich für ein Engagement bei den Mobile Mysticks, die er nach nur einer Partie aber schon wieder verließ. Daraufhin nahmen ihn die Memphis Riverkings aus der unterklassigen Central Hockey League unter Vertrag. 1999 kehrte er nach Deutschland zu den Eisbären zurück.
In den folgenden vier Spielzeiten lief er für die Eisbären auf. In der DEL stand er in dieser Zeit 215 Mal in der DEL auf dem Eis, für zwei Spiele wurde er in der Saison 2000/01 zu den Eisbären Juniors Berlin in die Oberliga geschickt. 2003 statteten ihn die Adler Mannheim mit einem Zweijahresvertrag aus. Sein erstes Jahr in Mannheim lief gut, er erzielte zwei Tore und markierte insgesamt acht Scorerpunkte. Daneben erhielt er wieder regelmäßig Eiszeit. In der Saison 2004/05 erreichte er mit den Adlern das Finale der DEL-Play-offs, ausgerechnet gegen seine Heimatclub Berlin. Während der Saison hatte er mit einem Jochbein-, einem Kiefernbruch und vier zerstörten Zähnen zu kämpfen, als er im Training von einem Puck im Gesicht getroffen wurde.
Die Saison 2005/06 verpasste er aufgrund zweier schwerer Verletzungen fast komplett. In der darauffolgenden Saison fand er nicht zurück ins Mannheimer Team und wurde von Trainer Greg Poss häufiger auf die Tribüne verbannt. Am 12. Dezember 2006 bat er deshalb um Vertrags-Auflösung bei den Adlern und wechselte zum Liga-Konkurrenten Iserlohn Roosters, für die er im ersten Spiel gleich den ersten Treffer erzielte. Bei den Sauerländern unterschrieb der Verteidiger einen Vertrag bis zum Ende der Saison 2007/08, um die Stabilität der Abwehr zu stärken und wechselte anschließend zu den Heilbronner Falken in die 2. Bundesliga. Im April 2009 wurde er von den Dresdner Eislöwen verpflichtet und traf dort auf seinen Bruder Daniel. Ende Dezember desselben Jahres zog sich Pyka einen Trümmerbruch oberhalb des rechten Ringfingers zu, so dass er die zweite Hälfte der Spielzeit 2009/10 verpasste.
Im September 2010 beendete er seine aktive Laufbahn aufgrund der im Vorjahr erlittenen Verletzungen und war in der Folge als Mannschaftsbetreuer in Dresden beschäftigt. Ab Mai 2011 sollte er Co-Trainer der Dresdner Eislöwen arbeiten, entschied sich aber im Juni, zurück nach Berlin zu gehen und eine Lehre zu beginnen.

## Erfolge und Auszeichnungen
- 2005 Deutscher Vizemeister mit den Adler Mannheim

## Karrierestatistik

### International
Vertrat Deutschland bei:
- U18-Junioren-Europameisterschaft 1995
- U20-Junioren-Weltmeisterschaft 1997
- B-Weltmeisterschaft 2000
- Weltmeisterschaft 2005

(Legende zur Spielerstatistik: Sp oder GP = absolvierte Spiele; T oder G = erzielte Tore; V oder A = erzielte Assists; Pkt oder Pts = erzielte Scorerpunkte; SM oder PIM = erhaltene Strafminuten; +/− = Plus/Minus-Bilanz; PP = erzielte Überzahltore; SH = erzielte Unterzahltore; GW = erzielte Siegtore; 1 Play-downs/Relegation; Kursiv: Statistik nicht vollständig)